# Neottianthe luteola
Neottianthe luteola là một loài thực vật có hoa trong họ Lan. Loài này được K.Y.Lang & S.C.Chen mô tả khoa học đầu tiên năm 1996.